# 中国国鉄HXD2型電気機関車
中国国鉄HXD2型電気機関車（ちゅうごくこくてつHXD2がたでんききかんしゃ）は中華人民共和国鉄道部の電気機関車である。和諧型となる前はDJ4型の6000番台であった。
本項ではHXD2型の他に、同形式を基に製造されたHXD2B型電気機関車、HXD2C型電気機関車についても述べる。

## 概要
外国企業との共同開発を行ううHXシリーズ（一般名称は「和諧型」）のうち、アルストム・トランスポール社との共同開発で生まれた機関車であり、同社が開発した標準規格「Prima」を採用したグループである。-40℃での正常運用が可能となっている。
2004年6月11日に大同電力機車とアルストムが技術移転と提携、生産の枠組みに関する協議に調印、2007年3月12日に大同電力機車とアルストムの企業連合が鉄道部から180両購入の契約を獲得した。

## 形式別概要

### HXD2型
概要
重量物を運ぶ貨物列車用として180両が製造された。最初の12両はアルストムのベルフォールにある工場で製造、36両は部品で輸入し大同電力機車で組立て、残りの132両は所謂“国産化”（ライセンス生産）された。初号機は2007年にフランスで船積みされ、2007年1月21日に天津港に運ばれた。2007年5月18日には中国国内で組立てられた初号機が大同電力機車から出場。2008年12月で全ての車両の車籍編入が完了している。
車体外観
2両永久連結の35m級の車体を採用している。塗装は濃淡をつけた青色で、側面にビートが入っているのが特徴。連結器は自動連結器を採用しており、緩衝器は設置されていない。
機能
2両永久連結の車体を採用し、車軸は8軸（車軸配置 Bo'-Bo' + Bo'-Bo'）で出力9600kW。単機で7,000t、3重連で20,00t以上の貨物列車の牽引が可能となっている。

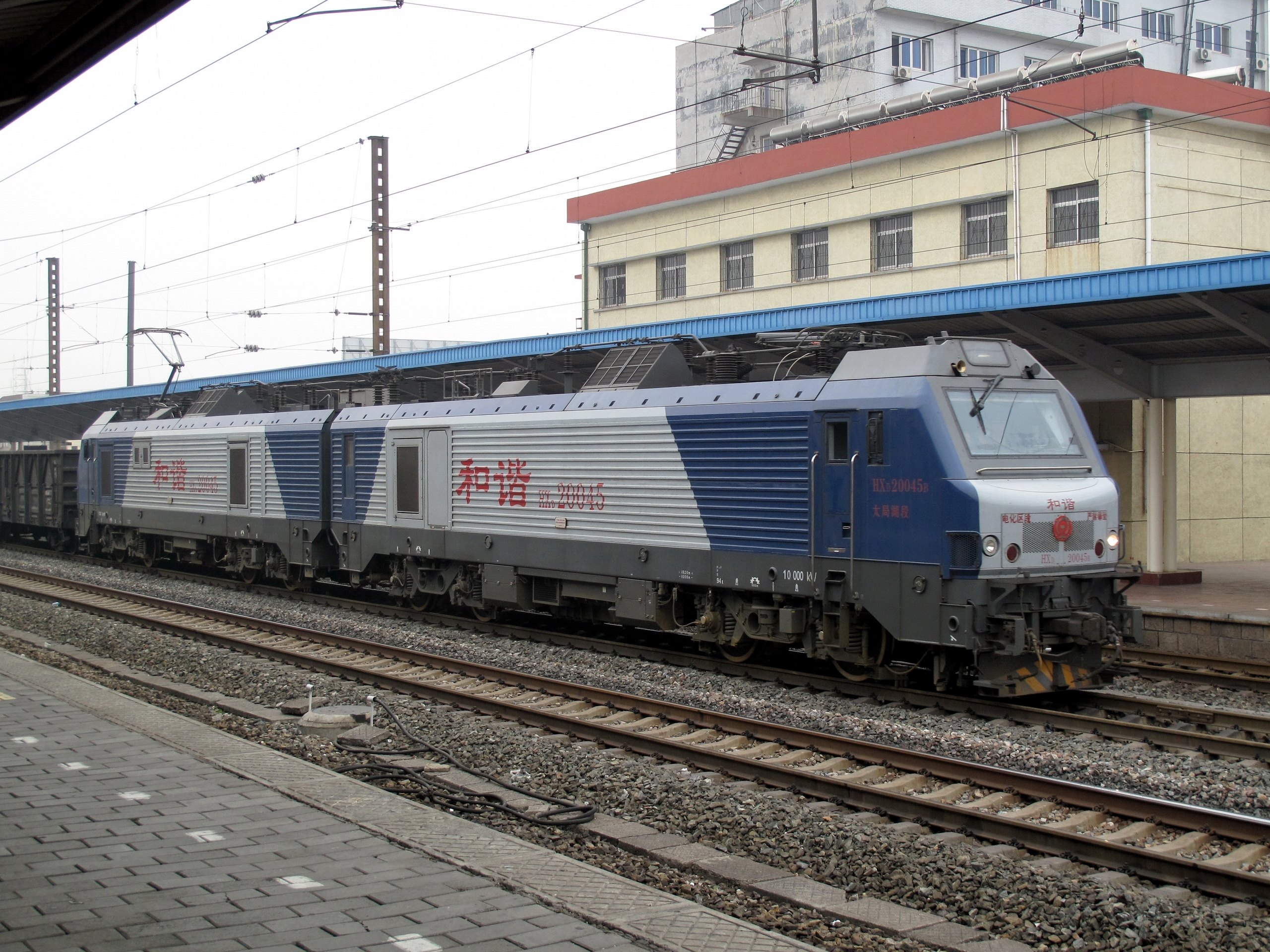
HXD2型0045号機
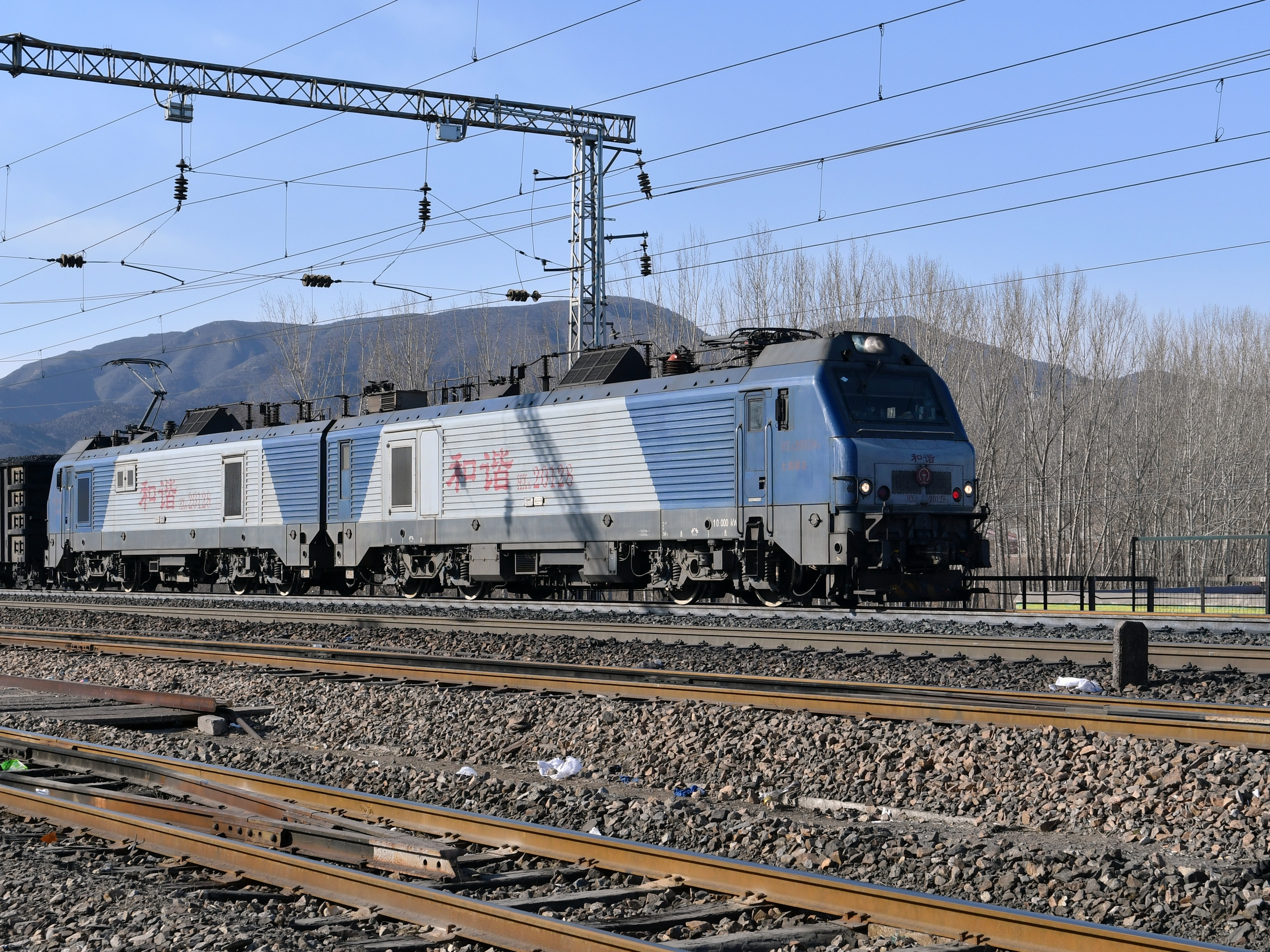
HXD2型0128号機

#### HXD2型1000番台
概要
中華人民共和国鉄道部からの要望に基づき、国産部品の割合を増加させた機関車。HXD2型と同様の2両永久連結の車体を採用しているが、国産部品の採用に加えて技術の向上により製造コストの削減に成功している。初号機は2012年4月27日に落成し、長期試験の後2013年6月5日に量産の認可を得た。
車体外観
HXD2型に類似した外見を有するが、側面のビートが省略されている他前面の形状も若干異なる。

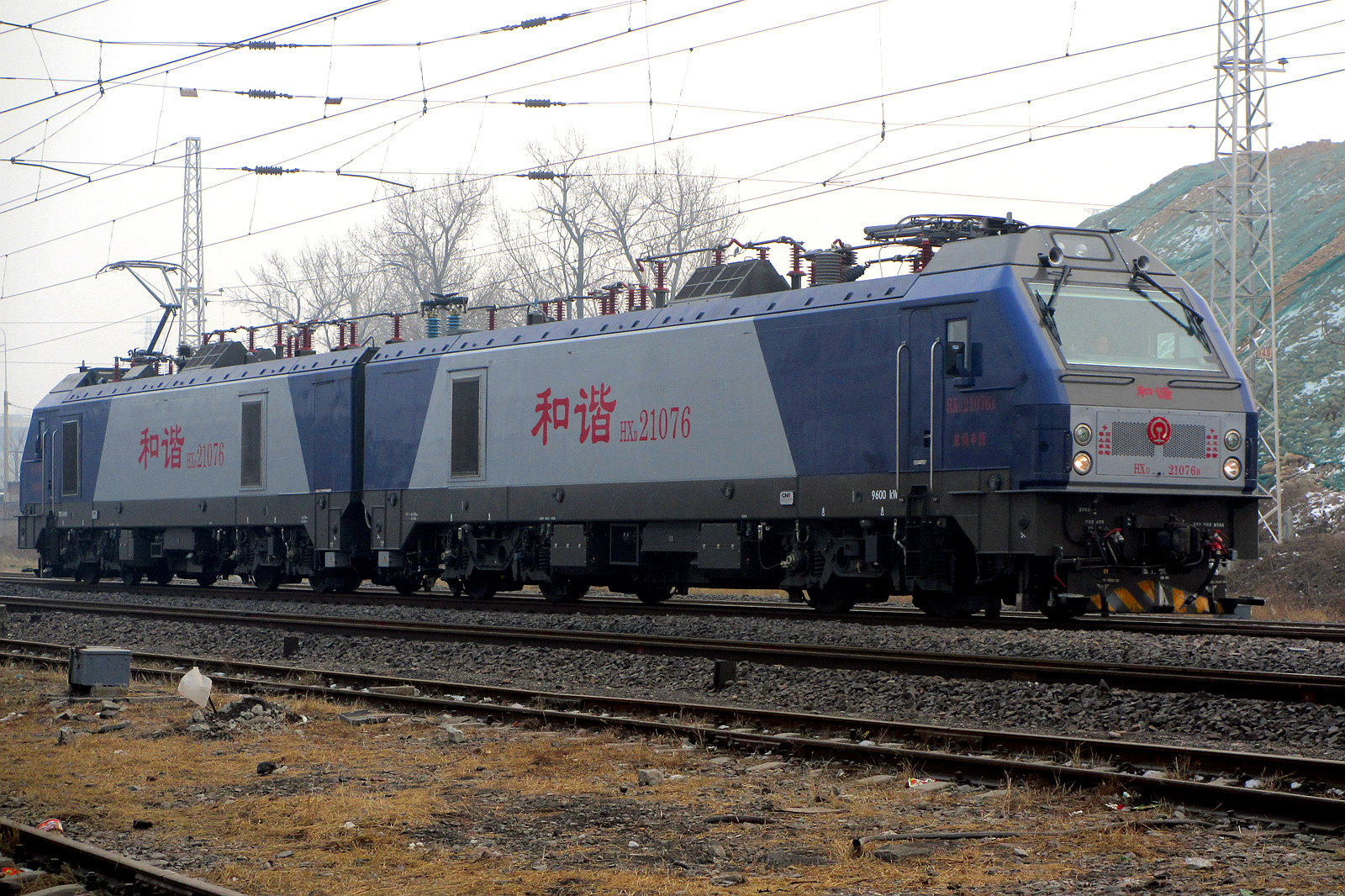
HXD2型1076号機
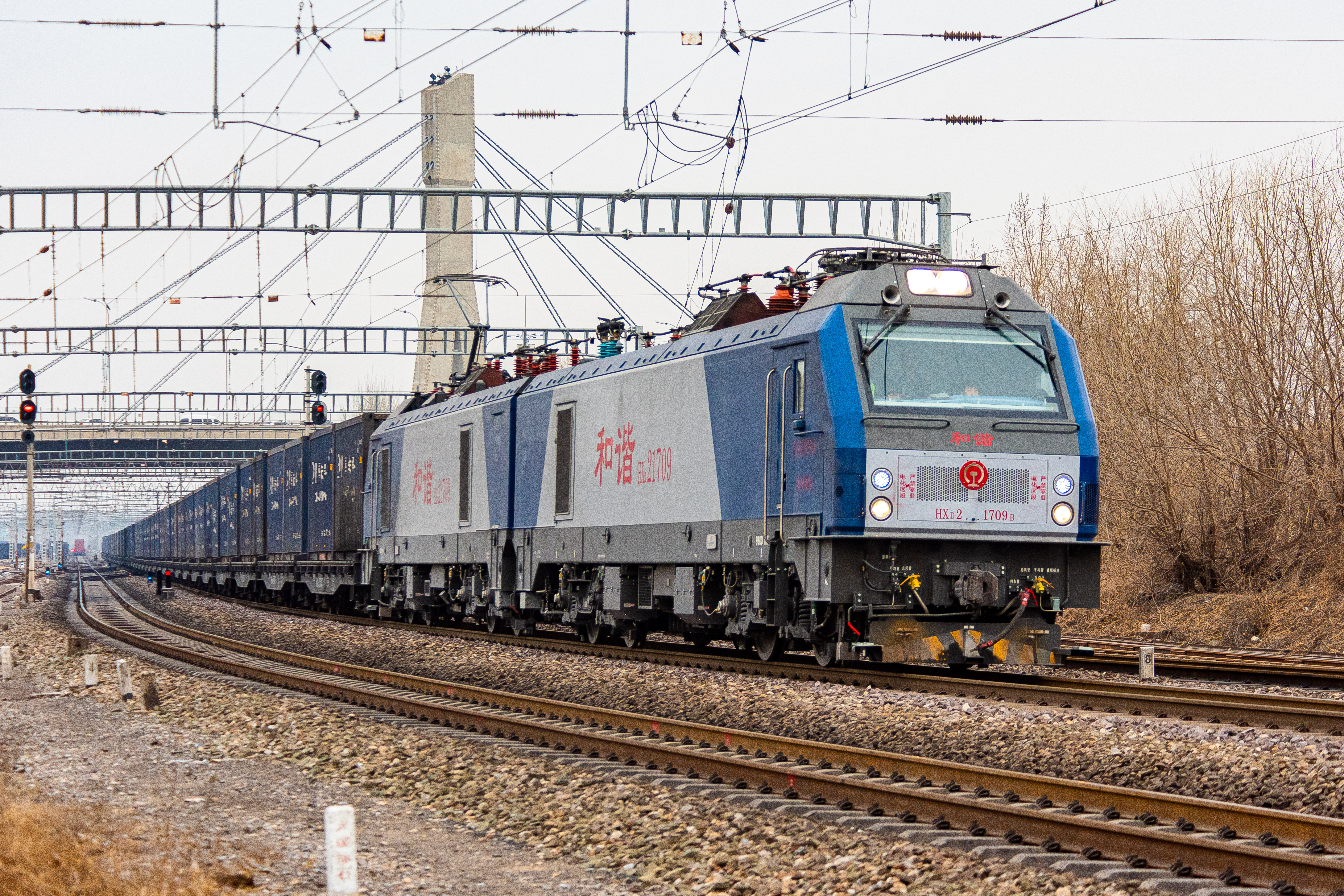
HXD2型1709号機

### HXD2B型
概要
2006年より大同電力機車とアルストムはHXD2B型について鉄道部との交渉を開始した。2007年3月12日に鉄道部は大同電力機車とアルストムの企業連合と500両の調達に合意。車両の調達、技術移転、輸入部品の採用及び技術的サポート等の4点の提携で、アルストム取り分は総額約11億ユーロに対し、3.1億ユーロであった。
最初の車両は2009年にフランス・ベルフォールにあるアルストムの工場を出場した。500両の製造を予定している。
車体外観
HXD2型のような2車体連結タイプではなく1両である。塗装は同じく濃淡の青色で構成される。
機能
車軸は6軸（車軸配置 Co'-Co'）で出力9600kW。

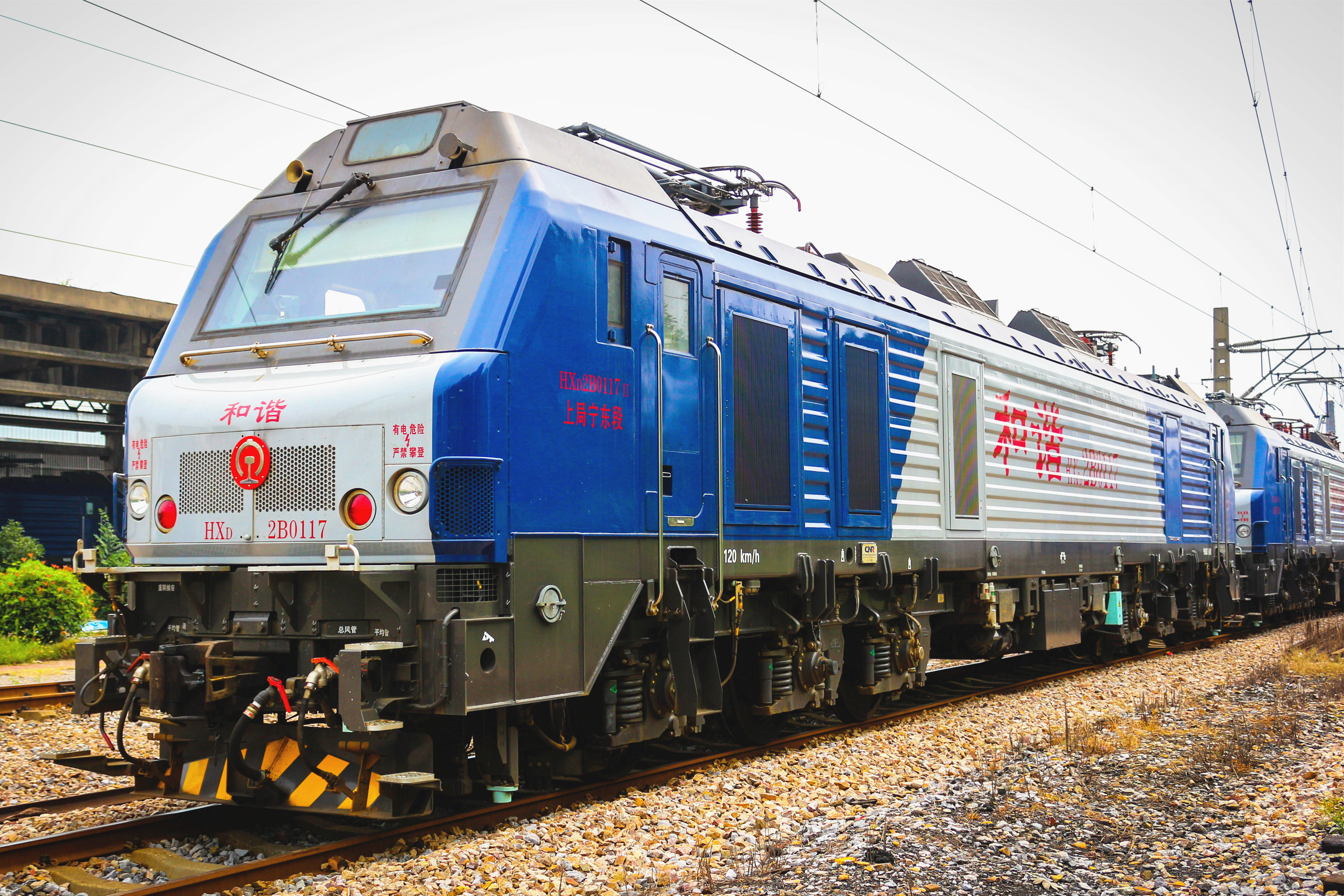
HXD2C型0117号機
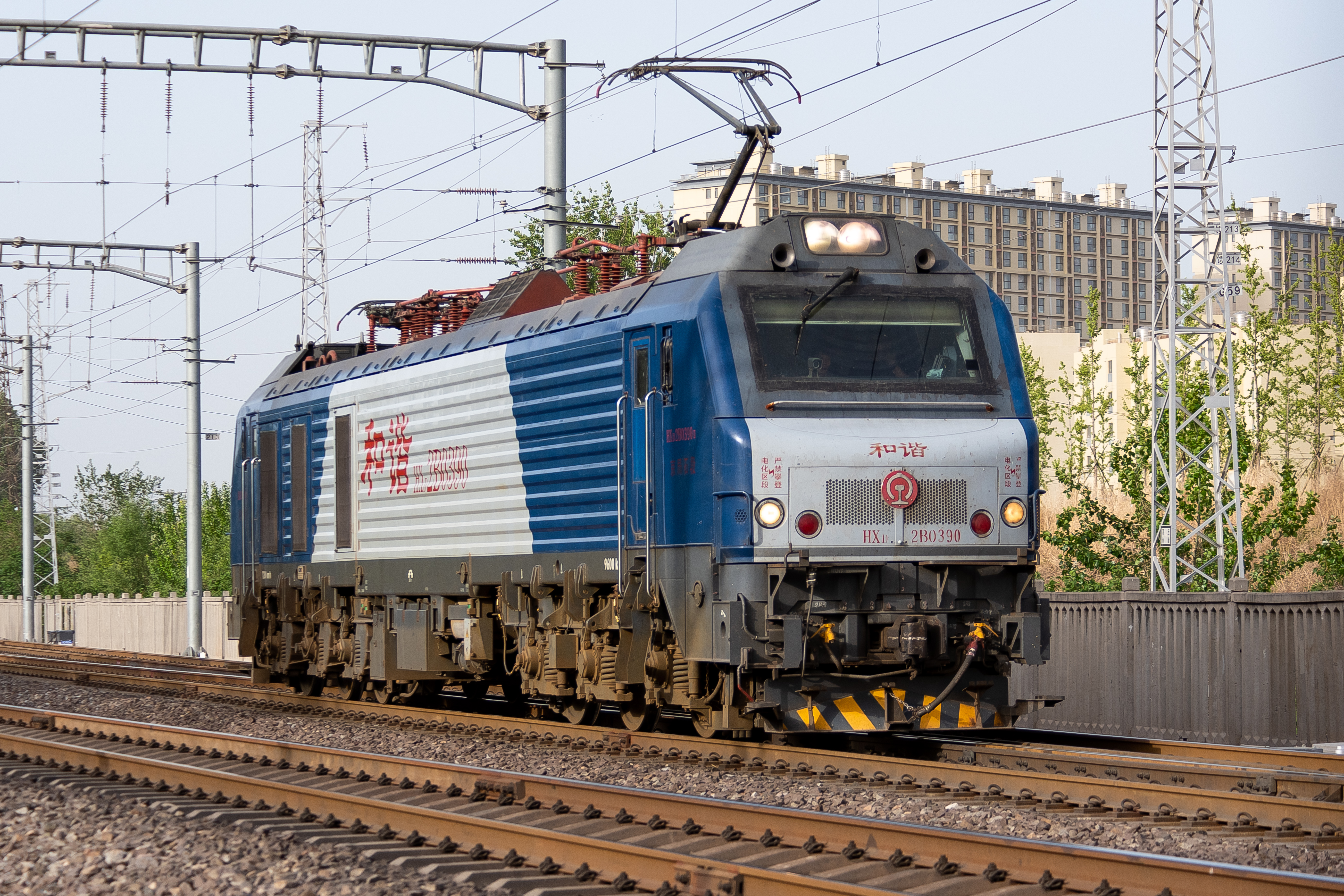
HXD2C型0390号機

### HXD2C型
概要
B型の出力を落としたもの。
機能
車軸は6軸（車軸配置 Co'-Co'）で出力7200kW。

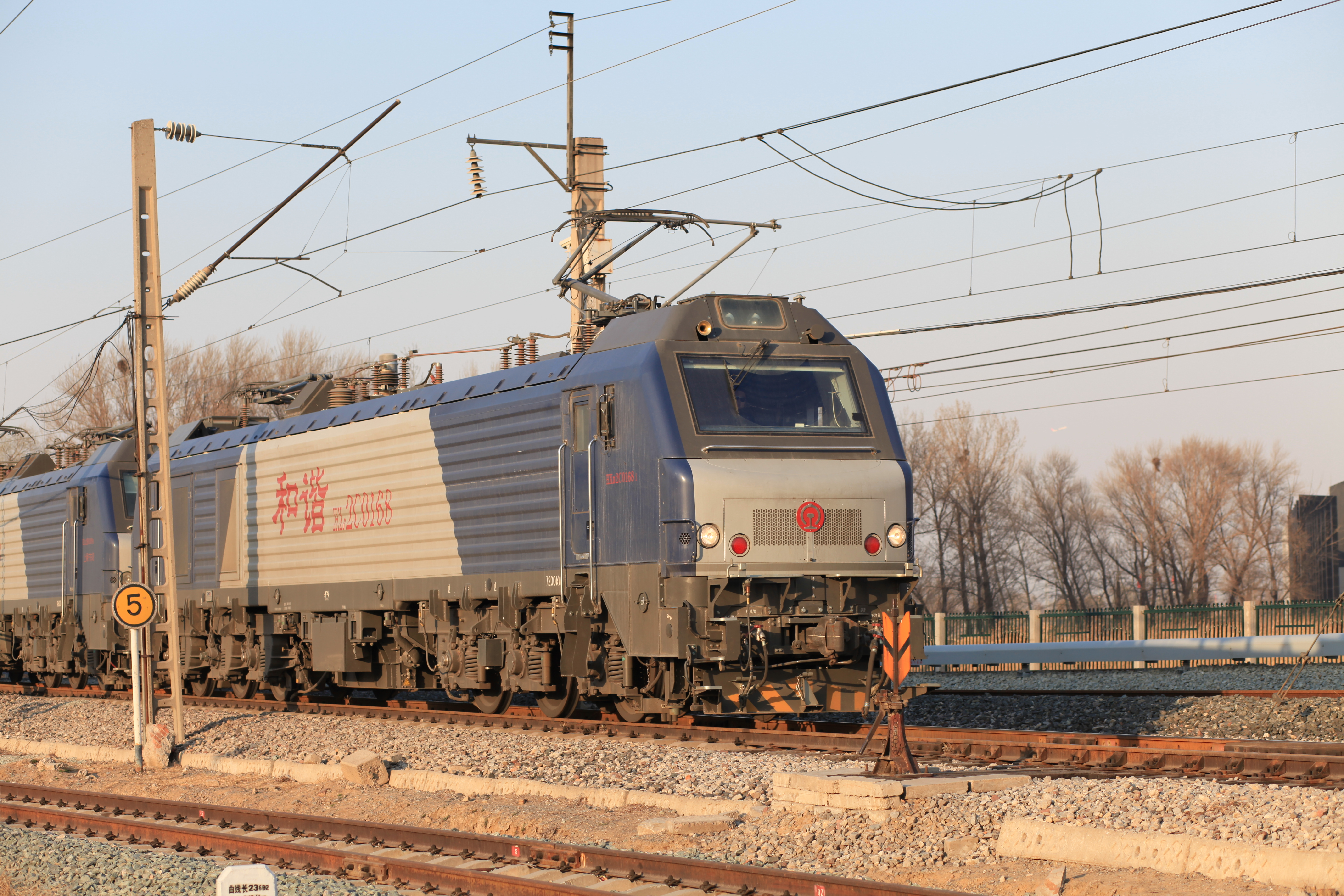
HXD2C型0168号機

## 運用
HXD2型は車軸の多さにより粘着力に優れることや、その大出力を活かして太原鉄道局湖東機関区に集中的に配置され、主に大秦線にて運用されている。この路線は山西省に産出する石炭を沿岸部へ運ぶ路線で数千トンから数万トン規模の巨大貨物列車が頻繁に通過する重要幹線である。
HXD2B型、C型も貨物列車を中心に運用されている。

## 輸出車両
2012年以降、ベラルーシ鉄道向けにHXD2型を基にしたBKG1形電気機関車、HXD2C型を基にしたBKG2型電気機関車が輸出されている。

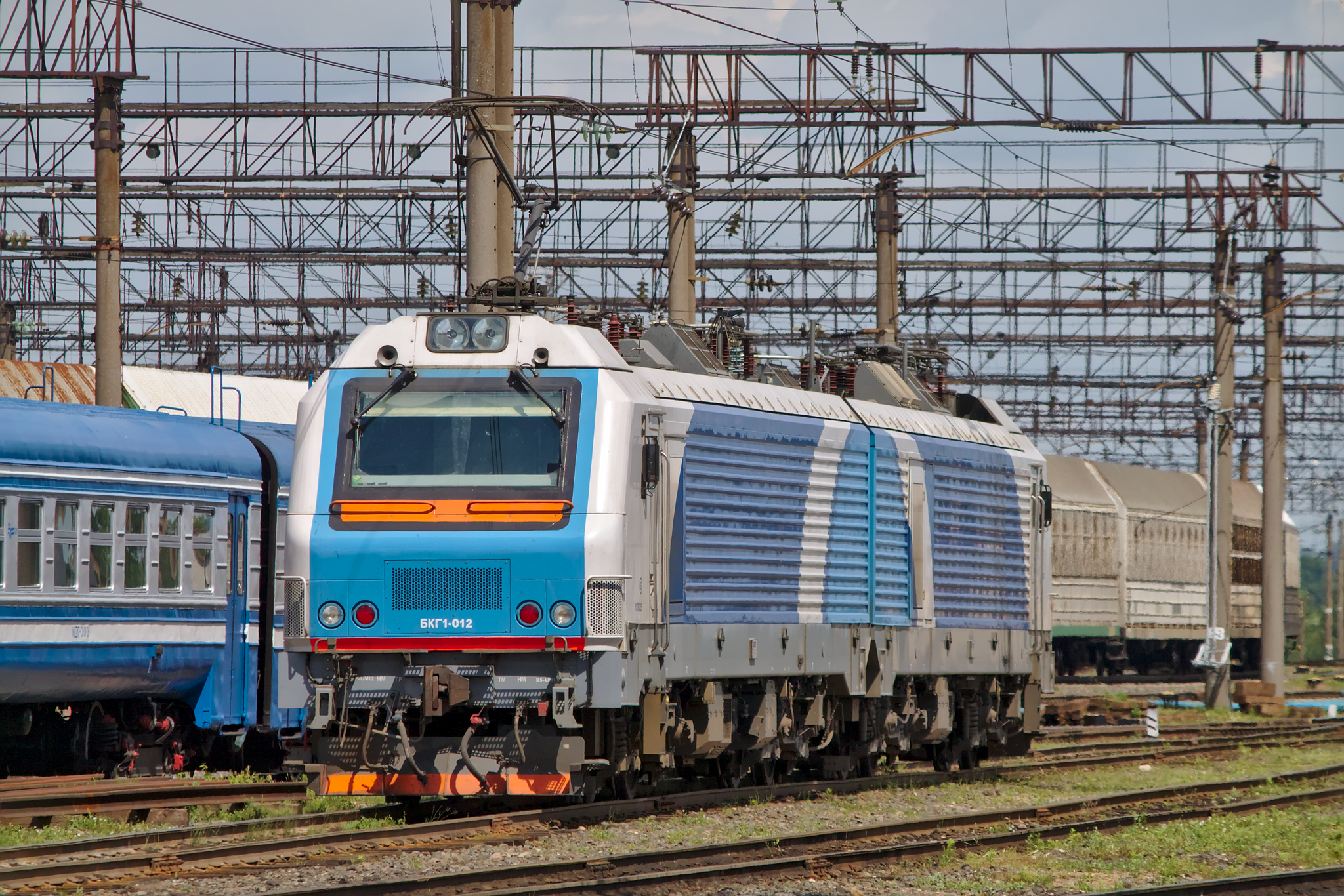
BKG1型
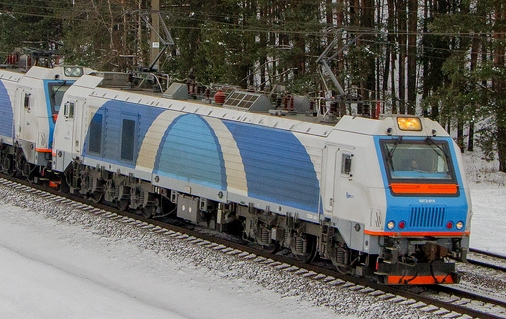
BKG2型